# Каса (Арканзас)
Каса (англ. Casa) — місто (англ. town) в США, в окрузі Перрі штату Арканзас. Населення — 120 осіб (2020).

## Географія
Каса розташована за координатами 35°1′30″ пн. ш. 93°2′41″ зх. д. / 35.02500° пн. ш. 93.04472° зх. д. (35.024870, -93.044851).  За даними Бюро перепису населення США в 2010 році місто мало площу 2,86 км², з яких 2,85 км² — суходіл та 0,00 км² — водойми.

## Демографія
Згідно з переписом 2010 року, у місті мешкала 171 особа в 69 домогосподарствах у складі 44 родин. Густота населення становила 60 осіб/км².  Було 81 помешкання (28/км²). 
Расовий склад населення:
| - 99,4 % — білих - 0,6 % — азіатів |

До двох чи більше рас належало 0,0 %. Іспаномовні складали 0,0 % від усіх жителів.
За віковим діапазоном населення розподілялося таким чином: 27,5 % — особи молодші 18 років, 57,9 % — особи у віці 18—64 років, 14,6 % — особи у віці 65 років та старші. Медіана віку мешканця становила 40,2 року. На 100 осіб жіночої статі у місті припадало 128,0 чоловіків;  на 100 жінок у віці від 18 років та старших — 125,5 чоловіків також старших 18 років.
Середній дохід на одне домашнє господарство  становив 56 008 доларів США (медіана — 45 313), а середній дохід на одну сім'ю — 63 153 долари (медіана — 47 917). Медіана доходів становила 42 188 доларів для чоловіків та 30 250 доларів для жінок. За межею бідності перебувало 11,1 % осіб, у тому числі 31,7 % дітей у віці до 18 років та 7,7 % осіб у віці 65 років та старших.
Цивільне працевлаштоване населення становило 97 осіб. Основні галузі зайнятості: виробництво — 28,9 %, освіта, охорона здоров'я та соціальна допомога — 12,4 %, науковці, спеціалісти, менеджери — 10,3 %, транспорт — 9,3 %.